# Айтрах
Айтрах (нем. Aitrach) — община в Германии, в земле Баден-Вюртемберг.
Подчиняется административному округу Тюбинген. Входит в состав района Равенсбург. Население составляет 2525 человек (на 31 декабря 2010 года). Занимает площадь 30,20 км².